# Prefectura de Ōita
La prefectura de Ōita (大分県 Ōita-ken?) se encuentra en la isla de Kyūshū en Japón. Tiene una población de 1 136 245 de habitantes (al 1 de junio de 2019), una superficie geográfica de 6 340 km², y limita al noroeste con la prefectura de Fukuoka, al suroeste con la prefectura de Kumamoto y al sur con la prefectura de Miyazaki.
Ōita es la capital y la ciudad más grande de la prefectura. Otras ciudades importantes de la prefectura son Beppu, Nakatsu y Saiki.

## Historia
La prefectura de Ōita fue conformada luego de la Restauración Meiji, cuando se fusionaron las provincias de Bungo (豊後国 Bungo no kuni?) y el sur de Buzen (豊前国 Buzen no kuni?). Estas provincias estaban divididas en sectores controlados por varios daimio locales y por consiguiente nunca hubo una ciudad ciudad fortificada en Ōita.
En julio de 2017, la prefectura fue azotada por fuertes lluvia, dejando varios desaparecidos y muertos.

## Geografía

### Ciudades
| - Beppu - Bungo-Ōno - Bungotakada - Hita - Kitsuki - Kunisaki - Nakatsu | - Ōita (capital) - Saiki - Taketa - Tsukumi - Usa - Usuki - Yufu |

### Pueblos y villas
- Hayami:
  - Hiji
- Higashikunisaki:
  - Himeshima
- Kusu:
  - Kokonoe
  - Kusu

## Cultura
Ōita se encuentra en el noreste de la isla de Kyūshū, región que involucra distintas culturas agrarias y pesqueras debido a la presencia tanto de áreas costeras como de tierras de cultivo y zonas elevadas o montañosas. En la región se celebran numerosos festivales a lo largo del año para obtener cosechas y cultivos abundantes.
En mayo de 2006 el gobierno japonés (en particular la Agencia para Asuntos Culturales) había designado 146 bienes culturales en Ōita, siendo cuatro de ellos considerados como «Tesoros Nacionales.» Además, la prefectura designó casi 700 tradiciones, construcciones, monumentos, etc., como bienes culturales.

## Turismo
La prefectura es famosa nacionalmente por sus caraterísticos onsen, y utiliza estos manantiales como atracción turística principal, especialmente en la ciudad de Beppu y sus alrededores. Cerca de 4 millones de turistas visitan la prefectura anualmente, lo que la convierte en el destino número uno de turismo local en la categoría de aguas termales. Tanto los ryokans como los onsen públicos de la ciudad se abastecen ampliamente de la misma fuente volcánica.
Beppu ofrece una amplia gama de experiencias culturales. Entre ellas se encuentra el Hihokan (un museo del sexo) y el acuario público "Umi-tamago" en la costa a las afueras de Beppu, que cuenta con nutrias marinas que juegan baloncesto, peces arquero y pulpos que resuelven acertijos, además de exhibiciones más naturalistas de peces marinos y de agua dulce de todo el mundo.
En 2017, los creadores de Pokémon Go iniciaron un evento en el cual se aumentó la probabilidad de que aparezca el Pokémon Snorlax en varias ciudades de Ōita. El eventó duro del 4 al 13 de marzo, y se realizó con el objetivo de generar una afluencia de jugadores que visiten las zonas afectadas por el terremoto de Kumamoto de 2016, ayudando así a la economía local y permitiendo que los jugadores puedan ver la situación de las áreas afectadas.